# ماريو موريتي
ماريو موريتي (بالإيطالية: Mario Moretti)‏ (7 مايو 1889 ميلانو إيطاليا - ) هو لاعب كرة قدم إيطالي، يلعب كمدافع، لعب 49 مباراة وسجل هدف.

## مسيرته

### مسيرته مع الأندية
- 1909 - 1915 لعب مع إنتر ميلان 49 مباراة سجل خلالها هدف.